# علاج جسدي
العلاج الجسدي (بالإنجليزية: somatic therapy)‏ أو العلاج الجسدي النفسي (بالإنجليزية: Psychiatric somatotherapy)‏ هو معالجة الاضطرابات العقلية بالوسائل الجسدية كالأدوية أو المعالجة بالتخليج الكهربائي أو الجراحة نفسية بدلا من العلاج النفسي.